# 러셀의 역설
논리학에서 러셀의 역설(-逆說, 영어: Russell's paradox)은 버트런드 러셀이 1901년에 발견한 역설이다. 고틀로프 프레게의 《산술의 기본 법칙》과 게오르크 칸토어의 소박한 집합론 따위의 논리 체계가 모순을 지닌다는 것을 보여준다. 예를 들어, 칸토어의 집합론에서 자기 자신의 원소가 아닌 모든 집합들의 집합을 정의하고 이 집합이 자기 자신의 원소인지 여부를 물으면, 이에 대한 긍정과 부정 가운데 어느 하나를 가정하더라도 모순이 유도된다. 유형 이론과 공리적 집합론이 도입되면서 해결되었다.

## 정의

러셀의 역설은 19세기 말 20세기 초 이전 대부분의 논리 체계가 함의한 모순이다. 몇 가지 대표적인 예는 다음과 같다.

### 소박한 집합론
칸토어의 집합론이나 주세페 페아노의 집합론을 가정하고, 다음과 같은 집합을 생각하자.
{\displaystyle y=\{x\colon x\not \in x\}}
즉, 임의의 {\displaystyle x}에 대하여,
{\displaystyle x\in y\iff x\not \in x}
이다. 특히, {\displaystyle x=y}인 경우
{\displaystyle y\in y\iff y\not \in y}
이며, 이는 모순이다. 다시 말해, 만약 {\displaystyle y\in y}라고 가정하면, {\displaystyle y}의 정의에 따라 {\displaystyle y\not \in y}이므로 가정에 모순되며, 반대로 만약 {\displaystyle y\not \in y}라고 가정하여도 {\displaystyle y}의 정의에 따라 {\displaystyle y\in y}이므로 가정과 모순이다.

### 프레게의 《산술의 기본 법칙》
프레게가 저술한 《산술의 기본 법칙》의 논리 체계를 가정하자. 이 논리 체계에서 논리식의 변수는 논리식으로 직접 치환될 수 없으나, 논리식의 값렬(-列, 영어: course-of-values, value-range)로는 치환될 수 있으므로, 러셀의 역설을 함의한다. 구체적으로, 1개의 자유 변수를 갖는 논리식 {\displaystyle \phi }의 값렬 {\displaystyle \operatorname {cov} \phi }는 다음과 같은 공리로 정의된다.
{\displaystyle \forall \phi \forall \psi ((\operatorname {cov} \phi =\operatorname {cov} \psi )\iff \forall x(\phi [x]\iff \psi [x]))}
《산술의 기본 법칙》의 논리 체계에서, 1개의 자유 변수를 갖는 논리식 {\displaystyle \phi }, {\displaystyle \psi }에 대하여, {\displaystyle \phi [\psi ]}는 논리식이 아니지만, {\displaystyle \phi [\operatorname {cov} \psi ]}는 새로운 논리식이다. 이제, 다음과 같은 논리식 {\displaystyle \psi }를 생각하자.
{\displaystyle \psi =\lnot \forall \phi ((\operatorname {cov} \phi =x)\implies \phi [x])}
이는 1개의 자유 변수 {\displaystyle x}를 갖는 논리식이다. 그러면
{\displaystyle \lnot \psi [\operatorname {cov} \psi ]\iff \forall \phi ((\operatorname {cov} \phi =\operatorname {cov} \psi )\implies \phi [\operatorname {cov} \psi ])\iff \psi [\operatorname {cov} \psi ]}
이며, 이는 모순이다. 다시 말해, 만약 {\displaystyle \lnot \psi [\operatorname {cov} \psi ]}라고 가정하면, {\displaystyle \psi }의 정의에 따라
{\displaystyle \forall \phi ((\operatorname {cov} \phi =\operatorname {cov} \psi )\implies \phi [\operatorname {cov} \psi ])}
이며, 특히 {\displaystyle \operatorname {cov} \psi =\operatorname {cov} \psi }이므로 {\displaystyle \psi [\operatorname {cov} \psi ]}이다. 이는 가정 {\displaystyle \lnot \psi [\operatorname {cov} \psi ]}과 모순이다. 반대로, 만약 {\displaystyle \psi [\operatorname {cov} \psi ]}라고 가정하면, 값렬의 정의에 따라
{\displaystyle \forall \phi ((\operatorname {cov} \phi =\operatorname {cov} \psi )\implies \phi [\operatorname {cov} \psi ])}
이며, 다시 {\displaystyle \psi }의 정의에 따라 {\displaystyle \lnot \psi [\operatorname {cov} \psi ]}이다. 이는 가정 {\displaystyle \psi [\operatorname {cov} \psi ]}과 모순이다.

### 기타
논리식의 변수를 논리식으로 치환할 수 있는 논리 체계의 경우, 단순히 1개의 자유 변수 {\displaystyle \phi }를 갖는 논리식
{\displaystyle \psi =\lnot \phi [\phi ]}
을 생각하면 모순
{\displaystyle \psi [\psi ]\iff \lnot \psi [\psi ]}
을 얻는다.

## 역사
러셀은 1901년 5월이나 6월에 칸토어의 논문을 검토하는 과정에서 이 역설을 발견하였다.:350:ⅸ, Preface 러셀은 1902년에 프레게에게 보내는 서신에서 프레게의 《개념 표기법》의 논리 체계에서 “자기 자신을 술어로 가할 수 없다는 술어”를 정의할 경우 모순이 유도된다고 지적하였다. 러셀에게 보낸 회신에서 프레게는 그 역설이 《개념 표기법》에 적용될 수 없다고 정정하면서도, (《개념 표기법》을 확장한) 《산술의 기본 법칙》 속의 역설로 수정될 수 있음을 설명하였다.:15, §1.b.2 (《개념 표기법》에는 “변수를 함수로 치환하는 것은 신중해야 한다”는 짧은 주해가 있으며, 이와 관련된 자세한 설명은 프레게의 1891년 논문 《함수와 개념》(독일어: Funktion und Begriff)에 등장한다.)
에른스트 체르멜로도 비슷한 시기에 이 역설을 독립적으로 발견하였다.

### 러셀의 역설과 소박한 집합론
칸토어가 세상에 내어 놓은 집합론은 러셀의 역설과 같은 서술이 논리적으로 참인지 거짓인지를 판별할 수 있는 강력한 수학이론이다. 이러한 소박한 집합론에서 아무 원소를 포함하지 않는 공집합을, ψ = { } 로 표시하는데, 이러한 공집합을 표현할 수 있는 서술 방법은 무한히 많다. 예를 들어 { x | x=1 and x≠1 } = ψ, 러셀의 역설에서 가정하는 집합은 수학적 대상은 아니지만, 소박한 집합론에서 공집합의 원소는 될 수 있다. 공집합에 자신을 원소로 포함시키는 과정을 되풀이하면, ψ, {ψ}, {ψ, {ψ}},….  되고, 자연수가 도출된다. 다른 수학이론의 기초가 되고, 함수를 정의할 수 있으면, 또한 무한한 대상들을 다룰 수 있는 유일한 방법을 제공한다. 그래서, 수학자 힐버트는 칸토어의 집합론이 이끄는 세계를 수학자의 낙원이라고 묘사했다.
소박한 집합론에서 ‘소박한’은 후대 수학자들이 칸토어가 발견한 집합론을 공리 집합론과 구분 짓기 위해 붙인 것이다. ‘naïve’ 란 단어를 ‘소박한’이라고 긍정적으로 해석했지만, ‘덜 성숙된’, ‘생각이 얕은’ 이런 느낌의 단어이다. 칸토어의 집합론에 그런 단어를 붙여 부르는 것이 옳은지는 의문이다.
천재 칸토어는 집합론을 세상에 내어 놓으면서 다른 한편으로는 제논의 역설 이후 금기 시 되어온 무한의 개념을 집어 들었다. 당연히 엄청난 부담감을 느꼈을 것이다. 그리고 조심스럽게 무한한 집합을 분류하기 시작했다. 그리곤, 당시 수학자들로부터 엄청난 반발을 불러일으켰다. 동년배인 수학자 푸앙카레는 칸토어의 집합론과 무한 수를 심각한 수학 질병이라고 불렀고, 칸토어에게 중요했던 선배 수학자 크로네커는 그를 과학 사기군, 배교자, 젊은이를 지적 타락으로 이끄는 자라고 매도했다. 철학자들도 이러한 비난에 가세했고, 성직자들은 그의 시도를 신에 대한 심각한 도전으로 여겼다. 그리고, 러셀의 역설과 베른의 역설과 같은 역설들이 쏟아져 나온다.
한편, 그의 당대 일부 수학자들은 칸토어 집합론의 공리화를 시작한다. 유클리드의 원론(elements) 에 나오는 그 공리화 방법론을 집합론에 도입한 것이다. 집합론을 체계화 시킨 측면도 있지만, 러셀의 역설을 비롯한 역설들이 주장하는 칸토어 집합론이 지닌 모순들을 극복하기 위해 시작되었다는 점에서 문제의 소지도 있다. 오직 이러한 역설들을 극복하기 위해 도입된 계급의 공리(Axiom of class)는 그 필요성이 의문일 뿐만 아니라, 칸토어의 집합론에 심각한 제약을 가한다.

## 같이 보기
- 자기언급